# Henning Meyer de Meyercron
Henning (Henri) Meyer, comte de Meyercron, (Copenhague, 1er août 1645 – Roskilde, 28 juillet 1707), est un diplomate danois.
Fils d’un apothicaire de Copenhague, Samuel Meier (v.1608 – 1656), Henning Meyer officia comme secrétaire puis conseiller de la chancellerie de Danemark, ambassadeur en Hanovre, à la Haye, puis à Paris en 1674, 1679 et enfin de 1685 à 1706. 
Danjeau, dans son journal, rapporte qu’il était souvent en audience auprès de Louis XIV. Son épouse, Christina (v. 1667-1703), était une active et fidèle correspondante et amie de la princesse Palatine… 

## Iconographie
Le portrait de Meyercron a été peint par Hyacinthe Rigaud en 1691 pour 235 livres.
Malgré sa date de confection tardive, ce portrait doit encore beaucoup aux effigies de jeunesse de Rigaud, héritées des archétypes de Van Dyck. Meyercroon y est représenté dans un jardin sans doute imaginaire, agrémenté de deux colonnes dans le fond, un bras appuyé sur un rebord de pierre que cache le lourd manteau dont le modèle est paré. 
La toile a été fidèlement gravée par Cornelis Martinus Vermeulen en 1694 selon Huslt : « figure jusqu’aux genoux en habit de chevalier dudit ordre [Danneborg]. Estampe de la grandeur de la demi-feuille du grand aigle. » 
Comme l’indique la légende de l’estampe de Vermeulen, Meyercron est décoré de la croix de l’ordre danois de Dannebrog dont on voit également les palmes brodées sur son manteau.